# Cilentain méridional
Le cilentain méridional (ou cilindanu, en cilentain) est parlé dans le sud du Cilento, micro-région elle-même située au sud de la province de Salerne, en Campanie.
À la différence du cilentain septentrional, qui est un dialecte italo-roman de type méridional tandis que celui du sud, le cilentain méridional, appartient à la langue sicilienne (sicilien). Il s'agit de la même différence linguistique notable qu'entre le calabrais centro-méridional et le calabrais du nord.
Le cilentain méridional se divise en trois dialectes : celui du village côtier de Roccagloriosa et ceux des villages montagnards Rofrano et Alfano.

Le cilentain méridional se différencie peu du sicilien : 
| Français      | Sicilien                          | Cilentain méridional |
| ------------- | --------------------------------- | -------------------- |
| chat          | gattu / attu / jattu / iattu      | attu                 |
| fête          | festi / festa                     | fiesti               |
| gros          | grossu / gruossu / rossu          | gruosso              |
| remplir       | jìnchiri / ìnchiri / ìnciri       | inchiri              |
| dans          | nta / nna / nda / nti / ndi / nni | inta                 |
| lit           | lettu                             | liettu               |
| mauvais temps | malu tempu / malu tiempu          | mali tiempu          |
| bientôt       | prestu                            | priestu              |
| beaucoup      | tantu                             | tanta                |
| bébé, bambin  | nicu / picciriḍḍu / picciliḍḍu    | zicu                 |